# 鄉田穗積
鄉田穗積（本名：合田穗積，1957年8月22日—）是日本的男性演員、聲優及音響監督，尾木Pro THE NEXT（舊為Y・M・O）所屬。東京都出身，血型為AB型。

## 人物介紹
- 畢業於神奈川縣立小田原高等學校，在玉川大學文學部藝術學科演劇學專攻畢業。
- 在1983年與平光琢也、赤星昇一郎等3人組成諧星三人組，在這個節目出場，是在藝能界的初次演出。
- 同一年也參與聲優的演出受得好評，在演藝圈演出時常以「動畫聲優鄉田穗積」來做自我介紹。
- 在這之後也參與過數部動畫作品演出，聲優代表作為《裝甲騎兵》的男主角齊力可‧裘比，近年代表作則為《HUNTER×HUNTER》的雷歐力，經常聲演一些大叔臉的角色。
- 最近經手設立動畫音響監督的工作團隊「｣，本人也擔任過數部動畫的音響監督。

## 出演作品
粗體字跡為主要角色

### 電視動畫
- 迷宮塔 ～烏魯克之盾～（梅爾多）
- 裝甲騎兵（齊力可‧裘比）
- こんじきのガッシュ（可夫卡·桑比姆）
- HUNTER×HUNTER（雷歐力）
- 網球王子（井上守）
- R.O.D -THE TV-（ジョーカー）
- 銀牙傳説WEED（時宗）
- 陸奥圓明流外傳 修羅之刻（陸奥出海）
- 新釈 戰国英雄傳説 眞田十勇士 The Animation（真田幸村）
- 絕對少年（羽鳥次郎）
- D.Gray-man（斯曼·达克）
- 數碼寶貝拯救者（大門英）
- NieA_7（狩田修平）
- 韋駄天翔（山登猛、旁白）
- 妖逆門（不壞）
- 尋找滿月（高須廣平）
- BOM BOM弹珠人太空战士（勵多利）
- 遊戲王怪獸之決鬥（約翰·克勞德·麥格農）
- 最後流亡（文生·阿爾錫）
- 棋靈少女（羽仁真）
- 百變金剛 Second（猛獅柯博文）
- 吸血鬼騎士（黑主灰閻）
- 吸血鬼騎士 Guilty（黑主灰閻）
- 戰鬥陀螺 鋼鐵戰魂（北斗）
- 戰鬥陀螺 鋼鐵戰魂 爆（北斗）
- 強襲魔女（宮藤一郎）
- 人造昆蟲獨角仙博格V×V（勝治的爺爺）

1983年
- 哆啦A夢（軍人）

1999年
- 烏龍派出所（南部刑警、龜羅一人）

2008年
- 狼與辛香料（漢斯·雷瑪里歐）

2009年
- 天國少女（哈利·伯斯華斯）

2011年
- 純情羅曼史2（伊集院響）

2014年
- 斬！赤紅之瞳（布多大將軍）

2015年
- 純情羅曼史3（伊集院響）

2016年
- 幸運邏輯（雅爾諾現乃）
- 野球少年（戶村真）
- 夏目友人帳 伍（黑崎總悟）

2018年
- 伊藤潤二驚選集（森光夫）
- POP TEAM EPIC（POP子〈第11話B段〉）
- 刻刻（佐河順治）
- 魔法律事務所（四谷阿部之）

2019年
- 入間同學入魔了（旁白）
- 我不是說了能力要平均值嗎？（古龍〈ベレデテス〉）

2021年
- Healin' Good ♥ 光之美少女（病幻王／新病幻王、薩魯洛）

2024年
- 魔女與野獸（ジェフ・エンカー[1]）
- 狼與辛香料 MERCHANT MEETS THE WISE WOLF（漢斯·雷瑪里歐[2]）

### OVA
- 青之6號（速水鐵）
- R.O.D -READ OR DIE-（ジョーカー）
- インタールード（冬木イクオ）
- 王ドロボウJING in Seventh Heaven（カンパリ）
- 銀河英雄傳說外傳 千億之星、千億之光（ヤン・ウェンリー/楊威利）
- 銀河英雄傳說外傳 螺旋迷宮（ヤン・ウェンリー/楊威利）
- 裝甲騎兵各作品（キリコ・キュービィ）
- 網球王子 Original Video Animation 全國大會篇（井上守）
- HUNTER×HUNTER（雷歐力）

### Web動畫
- 黑塔利亞(Axis Powers hetalia)（羅馬帝國）

### 音響監督
- アクビガール
- Get Ride! アムドライバー
- 雙面騎士
- 妖逆門
- バンパイヤン・キッズ
- 暮蟬悲鳴時
- 我要上太空
- BOM BOM弹珠人太空战士
- 絕對少年
- 棋靈少女
- 純情羅曼史
- 世界一初戀
- 吸血鬼騎士
- 迷宮塔 ～烏魯克之盾～
- 妖怪少爺
- 八犬傳－東方八犬異聞－
- 網路勝利組
- COP CRAFT

### 電玩遊戲
- 浪客劍心十勇士陰謀篇（真田幸村）
- Tales of Hearts/時空幻境 心靈傳說（肯扎特）
- Tales of HeartsR/時空幻境 心靈傳說R（肯扎特）

### 特攝劇
- 超人力霸王迪卡第16話（1996年，每日放送）- 上村

## 外部連結
- Official Web Site.
- http://www.oginext.com/men/goda.html （页面存档备份，存于）
- http://ccsx.tw/2012/08/22/hozumi-goda-speech/ （页面存档备份，存于）

1. ↑  . Comic Natalie. 2023-11-20  [2023-11-20]. （原始内容存档于2023-11-28） （日语）.
2. ↑  . Animate Times. 2024-03-21  [2024-03-21]. （原始内容存档于2024-03-27） （日语）.